# ويليام إم. جونز
ويليام إم. جونز هو عسكري كندي، ولد في 1895، وتوفي في 1969.